# Drassodes similis
Drassodes similis är en spindelart som beskrevs av Josef Nosek 1905. Drassodes similis ingår i släktet Drassodes och familjen plattbuksspindlar.
Artens utbredningsområde är Turkiet. Inga underarter finns listade i Catalogue of Life.